# Lipa (Pułtusk)
Pour les articles homonymes, voir Lipa.
Lipa (prononciation : [ˈlipa]) est un village polonais de la gmina de Pułtusk dans le powiat de Pułtusk de la voïvodie de Mazovie dans le centre-est de la Pologne.
Il se situe à environ 6 kilomètres au nord de Pułtusk (siège de la gmina et du powiat) et à 60 kilomètres au nord de Varsovie (capitale de la Pologne).

## Histoire
De 1975 à 1998, le village appartenait administrativement à la voïvodie de Ciechanów.